# 707

707(칠백칠)은 706보다 크고 708보다 작은 자연수다.

## 수학
- 합성수로, 그 약수는 1, 7, 101, 707이다. 진약수의 합은 109이므로, 707은 부족수다.
  - 215번째 반소수다. 앞의 반소수는 706, 다음 반소수는 713이다.
- {\displaystyle 707=131+137+139+149+151}
  - 연속하는 소수(素數) 5개의 합으로 나타낼 수 있으며, 이 성질을 지닌 앞의 수는 683, 다음 수는 733이다.
- {\displaystyle 707=11^{2}+15^{2}+19^{2}=3^{2}+13^{2}+23^{2}}
  - 공차가 4인 세 자연수(11, 15, 19)의 제곱합으로 나타낼 수 있는 수다. 이 성질을 지닌 앞의 수는 620, 다음 수는 800이다.
  - 공차가 10인 세 자연수 (3, 13, 23)의 제곱합으로 나타낼 수 있는 수다. 이 성질을 지닌 앞의 수는 632, 다음 수는 788이다.
- {\displaystyle 6^{10}-1}은 707로 나누어떨어진다.

## 과학
- NGC 707: 고래자리 방향에 있는 은하.

## 교통

### 항공
- 보잉 707: 보잉의 4발 협동체 제트 여객기.

### 도로
- 707번 지방도: 전북특별자치도 부안군 줄포면에서 부안읍까지 이어지는 대한민국의 지방도.
- 현도 제707호선

## 군사
- 제707특수임무단: 대한민국 육군특수전사령부 소속 특수부대.
- 707 해군 항공대(영어판): 과거 존재한 영국의 해군 항공대.
- U-707(영어판): 제2차 세계 대전에 사용된 나치 독일의 군용 잠수함.

## 문화유산
- 대한민국의 보물 제707호: 중용주자혹문

## 작품
- 《707》: 셰인 오로크의 음반.
- 《서브마린 707(일본어판, 영어판)》: 일본의 만화가 오자와 사토루(일본어판)의 만화.

## 기타
- 날짜: 7월 7일
- 연도: 707년, 기원전 707년